# Равне (Железнікі)
Равне (словен. Ravne) — поселення в общині Железнікі, Горенський регіон, Словенія. Висота над рівнем моря: 966,3 м.